# Jurássico Médio
| Sistema/Período | Série/Época | Andar/Estágio  | Idade (Ma)   |
| --- | ----------- | -------------- | ------------ |
| Cretáceo | Inferior    | Berriasiano    | mais recente |
| Jurássico | Superior    | Tithoniano     | 145.0–152.1  |
| Jurássico | Superior    | Kimeridgiano   | 152.1–157.3  |
| Jurássico | Superior    | Oxfordiano     | 157.3–163.5  |
| Jurássico | Médio       | Caloviano      | 163.5–166.1  |
| Jurássico | Médio       | Batoniano      | 166.1–168.3  |
| Jurássico | Médio       | Bajociano      | 168.3–170.3  |
| Jurássico | Médio       | Aaleniano      | 170.3–174.1  |
| Jurássico | Inferior    | Toarciano      | 174.1–182.7  |
| Jurássico | Inferior    | Pliensbaquiano | 182.7–190.8  |
| Jurássico | Inferior    | Sinemuriano    | 190.8–199.3  |
| Jurássico | Inferior    | Hetangiano     | 199.3–201.3  |
| Triássico | Superior    | Reciano        | mais antigo  |
| Subdivisão do Jurássico de acordo com a Tabela Cronoestratigráfica Internacional versão 2015/1 da Comissão Internacional sobre Estratigrafia. |             |                |              |

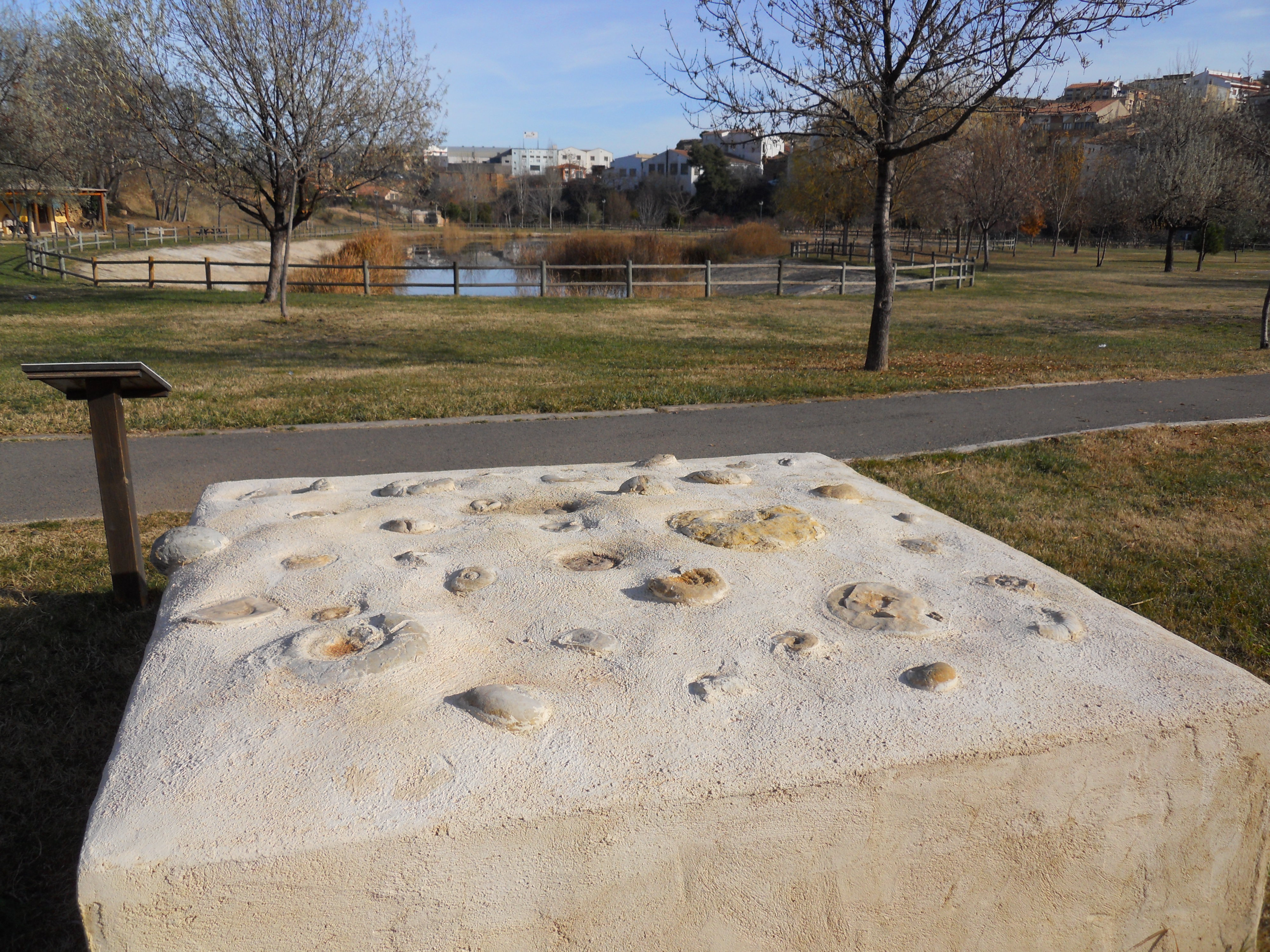
Simulação de um leito marinho do Jurássico Médio com restos de amonites (os fósseis são reais), Espanha.

Na escala de tempo geológico, o Jurássico Médio ou Dogger é a época do período Jurássico da era Mesozoica do éon Fanerozoico que está compreendida entre há 174,1 milhões e 163,5 milhões de anos, aproximadamente. A época Jurássica Média sucede a época Jurássica Inferior e precede a época Jurássica Superior, ambas de seu período. Divide-se nas idades Aaleniana, Bajociana, Batoniana e Caloviana, da mais antiga para a mais recente.
Os mamíferos multituberculados surgiram no Jurássico médio.